# Trio Parada Dura
Trio Parada Dura est un groupe brésilien de sertanejo, originaire du Minas Gerais. Le groupe est considéré par la presse brésilienne comme l'un des plus grands, des plus anciens et des plus prospères groupes musicaux du pays. Tout au long de sa carrière, le Trio Parada Dura reçoit 11 disques d'or et 3 disques de platine. 

## Histoire
Tout commence en 1973, lorsque l'accordéoniste Mangabinha rencontre le duo country Delmir e Delmon. Au départ, le duo invite Mangabinha à participer à l'enregistrement de leur nouvel album, intitulé Vida de Minha Vida et sort la même année. Mangabinha accepte l'invitation du duo et, en guise de remerciement, Delmir et Delmon placent la photo de l'accordéoniste au dos de la pochette de l'album. Toujours en 1975, Mangabinha rencontre Creone e Barrerito et, après un désaccord avec Delmir et Delmon, les invite à rejoindre le Trio Parada Dura. L'invitation est acceptée et c'est ainsi que naît, en 1975, la deuxième formation du Trio Parada Dura, considérée par beaucoup comme la formation la plus réussie du Trio Parada Dura. Le groupe connait un succès national en 1981 avec la sortie de l'album Último Adeus, dans lequel il interprète les morceaux Fuscão Preto et Arapuca.
En 2016, la septième formation du Trio enregistre son CD/DVD, intitulé Chalana, Churrasco e Viola, en deux jours et utilise des paysages naturels tels que des chutes d'eau et des couchers de soleil comme toile de fond. Le soir, l'espace se transforme en boîte de nuit. Outre les artistes, une cinquantaine d'invités se trouvent dans la chalana, dont Marília Mendonça, Zé Neto e Cristiano et Eduardo Costa. L'album sort sous le label Universal Music en 2017. Le 13 septembre 2020, le chanteur Parrerito décède du Covid-19 à Belo Horizonte, brisant ainsi la septième formation du Trio Parada Dura.

## Discographie
- 1973 : Vida de Minha Vida
- 1973 : Quero Falar Com Alguém
- 1974 : Repertório de Ouro
- 1975 : Castelo de Amor
- 1977 : Casa da Avenida
- 1978 : Homem de Pedra
- 1978 : Cruz Pesada
- 1979 : Mineiro Não Perde Trem
- 1979 : Beco Sem Saída
- 1980 : Blusa Vermelha
- 1981 : Último Adeus
- 1982 : Luz da Minha Vida
- 1983 : Alto Astral
- 1984 : Barco de Papel
- 1985 : Perdão Senhor
- 1987 : Astro Rei
- 1988 : Nos Braços do Povo
- 1990 : De Ontem Para Hoje
- 1991 : Palavra de Honra
- 1992 : Gigante Iluminado
- 1998 : Sempre
- 2000 : Brilhante
- 2002 : Tapete Colorido
- 2002 : Bebendo e Chorando
- 2006 : Pra Furar o Couro
- 2008 : As 20+
- 2009 : Taça de Ouro
- 2009 : 14 Novidades
- 2009 : As Românticas
- 2011 : Os Clássicos
- 2012 : 40 Anos
- 2012 : As Favoritas
- 2012 : 1000 Motivos
- 2012 : Vida de Caminhoneiro
- 2012 : Nossa Estrada Vol. 1 et Vol.2
- 2013 : 5 Estrelas
- 2013 : O Cara Errado
- 2013 : Eternos Companheiros
- 2017 : Se Você Ama Perdoa
- 2017 : Chalana, Churrasco e Viola (album live)
- 2018 : Os Sucessos
- 2018 : Trio Parada Dura (album live)
- 2019 : Pensa Num Trem Que Dói
- 2022 : Na Chalana 2 (album live)